# Djursbosjön
Djursbosjön är en sjö i Hultsfreds kommun i Småland och ingår i Emåns huvudavrinningsområde. Sjön har en area på 0,144 kvadratkilometer och ligger 217,1 meter över havet.

## Delavrinningsområde
Djursbosjön ingår i det delavrinningsområde (638676-148747) som SMHI kallar för Inloppet i Åsjön (södra). Medelhöjden är 198 meter över havet och ytan är 36,65 kvadratkilometer. Räknas de 15 avrinningsområdena uppströms in blir den ackumulerade arean 276,84 kvadratkilometer. Silverån (Brusaån) som avvattnar avrinningsområdet har biflödesordning 2, vilket innebär att vattnet flödar genom totalt 2 vattendrag innan det når havet efter 135 kilometer. Avrinningsområdet består mestadels av skog (73 procent) och jordbruk (12 procent). Avrinningsområdet har 0,14 kvadratkilometer vattenytor vilket ger det en sjöprocent på 0,4 procent. Bebyggelsen i området täcker en yta av 1,55 kvadratkilometer eller 4 procent av avrinningsområdet.